# Katz's Delicatessen
Katz's Delicatessen, também conhecido como Katz's of New York City, é um restaurante delicatesse que fica localizado no número 205 da Houston Street, em Lower East Side, Manhattan, Nova York.
Desde a sua fundação em 1888, tem sido popular entre os moradores e turistas, prinipalmente pelo seu sanduíche de pastrami e cachorro-quente, sendo que ambos são amplamente considerados como os melhores de Nova York. A cada semana, Katz serve 6.800 kg de carne defumada, 3.600 kg de carne enlatada, 910 g de salame e 4.000 cachorros-quentes.
Em 2013, Katz foi classificado como o restaurante deli número dois em Nova York, perdendo para o Mile End, que fica localizado no Brooklyn.

## História
Em 1888, os irmãos Iceland estabeleceram o que hoje é conhecido como Katz's Delicatessen na Ludlow Street, no Lower East Side de Nova York. Com a chegada de Willy Katz, em 1903, o nome do estabelecimento foi mudado de Iceland Brothers para Iceland & Katz. O primo de Willy, Benny, juntou-se a ele em 1910, comprando a parte dos irmãos islandeses para formar a delicatessen de Katz. Seu conterrâneo Harry Tarowsky comprou a parceria em abril de 1917.

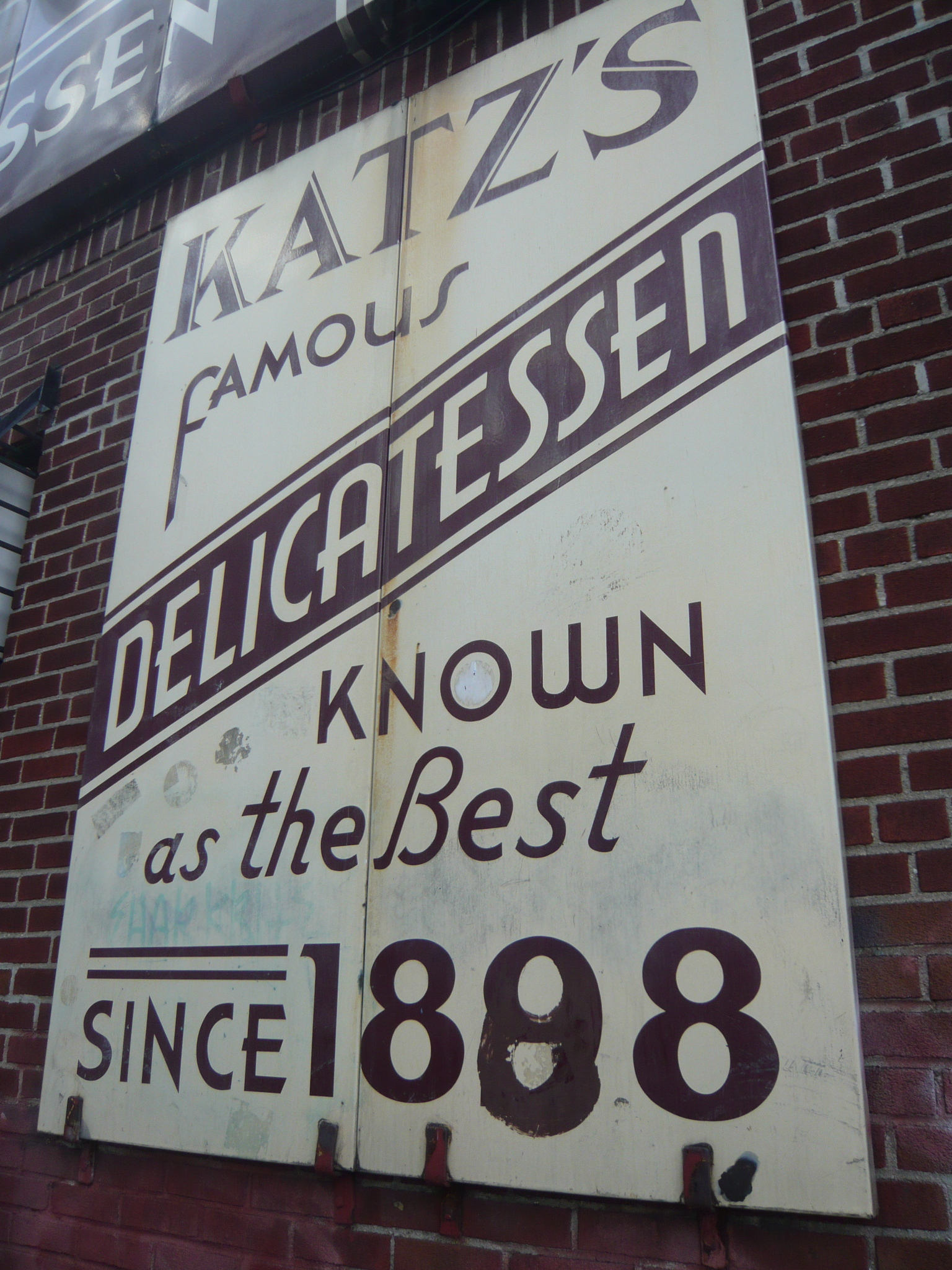
Placa que relembra data de inauguração em 1888.

A construção do sistema de metrô exigia que a lanchonete se movesse para o lado atual da rua, embora a entrada permanecesse na Ludlow Street. O terreno baldio na Houston Street foi o lar de barris de carne e picles até que a fachada da loja fosse adicionada no período 1946-49.
No início do século XX, o Lower East Side era o lar de milhões de famílias recém-imigradas. Isso, juntamente com a falta de transporte público e privado, forjou uma comunidade sólida de tal forma que Katz se tornou um ponto focal para a congregação. Às sextas-feiras, o bairro se transformava em franquias e feijões, uma longa tradição de Katz.
Durante o pico do teatro iídiche, o restaurante estava frequentemente cheio de atores, cantores e comediantes dos muitos teatros da Segunda Avenida, bem como do Teatro Nacional da Houston Street. Durante a Segunda Guerra Mundial, os dois filhos dos proprietários - Lenny Katz e Izzy Tarowsky - estavam servindo ao seu país nas forças armadas, e a tradição familiar de enviar comida para seus filhos foi selada como o slogan da empresa "Envie um salame para o seu Menino no exército ". O slogan foi cunhado pela mãe de Izzy, Rose Tarowsky, cujo filho serviu no Pacífico Sul como piloto de bombardeiros. Desta forma a frase "Send A Salami To Your Boy In The Army" acabou se tornando um slogan da empresa.
A próxima mudança de propriedade ocorreu com a morte de Willy Katz, com seu filho Lenny assumindo. Em 1980, tanto Lenny Katz quanto Harry Tarowsky morreram, deixando a loja para o genro de Lenny, Artie Makstein, e para o filho de Harry, Izzy. Em 1988, no centésimo aniversário de sua criação, sem descendentes próprios para deixar o negócio, Lenny, Izzy e Arthur venderam para o dono de restaurantes de longa data Martin Dell, seu filho Alan - que era chef e gerente da empresa. uma delicatessen vizinha - e o genro de Martin, Fred Austin. O filho de Alan, Jake, ingressou no negócio no final de 2009 e está encarregado das principais operações.
O restaurante celebrou seu 125º aniversário em 2013. Em conexão com essa celebração, o restaurante abriu uma galeria de arte pop-up ao lado. A galeria apresentava arte original de artistas da cidade de Nova York, como o Baron Von Fancy e outros. Em 2017, Katz's abriu seu primeiro local auxiliar, no DeKalb Market Hall, no centro de Brooklyn, junto ao desenvolvimento do City Point.

## Na cultura popular

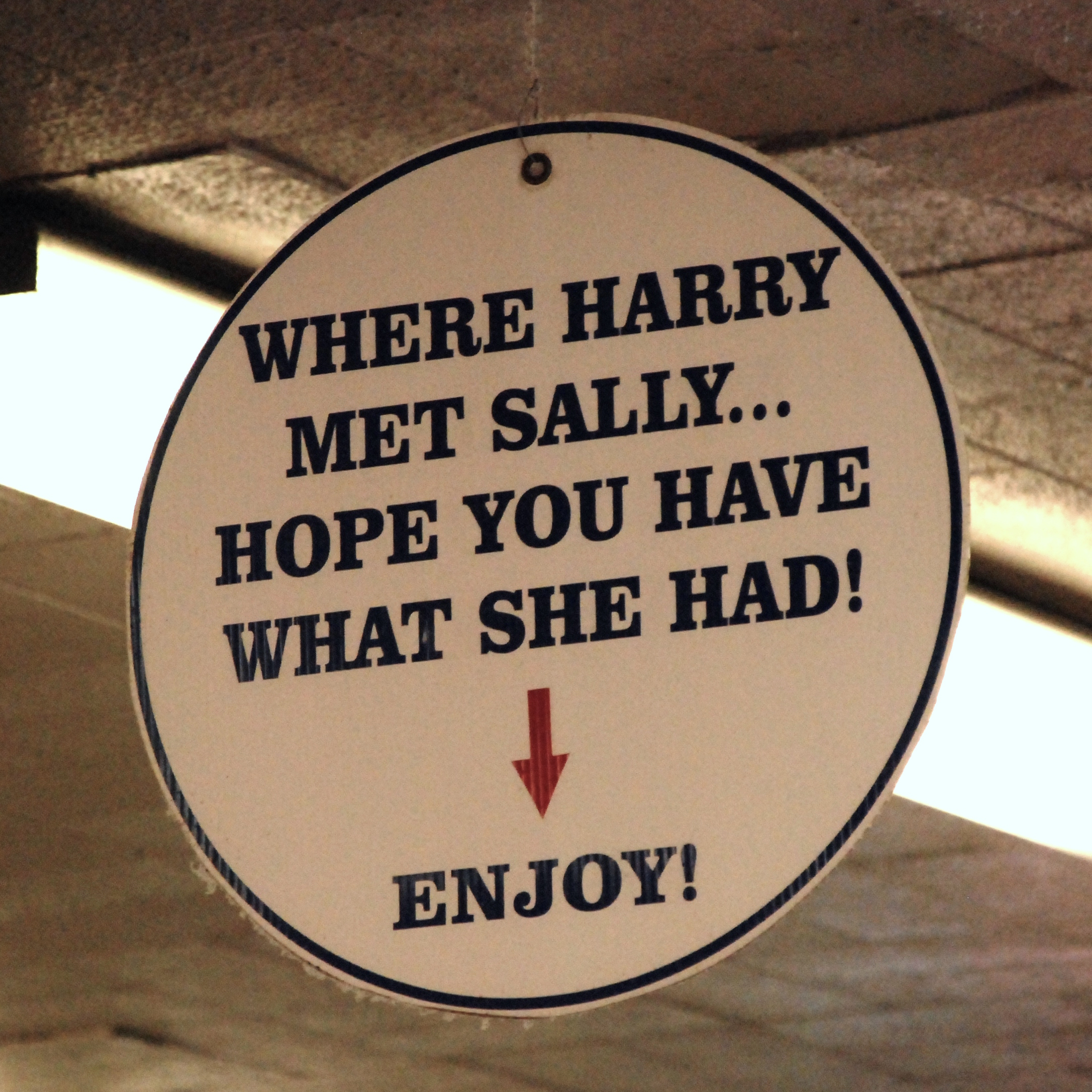
Placa em referência ao filme When Harry Met Sally....

### Cinema
- O restaurante foi palco de uma famosa cena do filme When Harry Met Sally... de 1989, onde Meg Ryan simula um orgasmo falso. Em seguida Estelle Reiner diz - "Eu quero o mesmo que ela". Atualmente, acima da mesa onde a cena foi gravada, existe um placa dizendo - "Quando Harry conheceu Sally ... espero que você tenha o que ela teve! Divirta-se!".[12][13]
- Foi o local onde Johnny Depp se reúne com o FBI no filme Donnie Brasco (1997).
- Katz aparece no filme Encantada (2007), com Amy Adams e Patrick Dempsey.

### Televisão
- Law & Order foi filmado nos arredores do restaurante.[14]

## Galeria de imagens

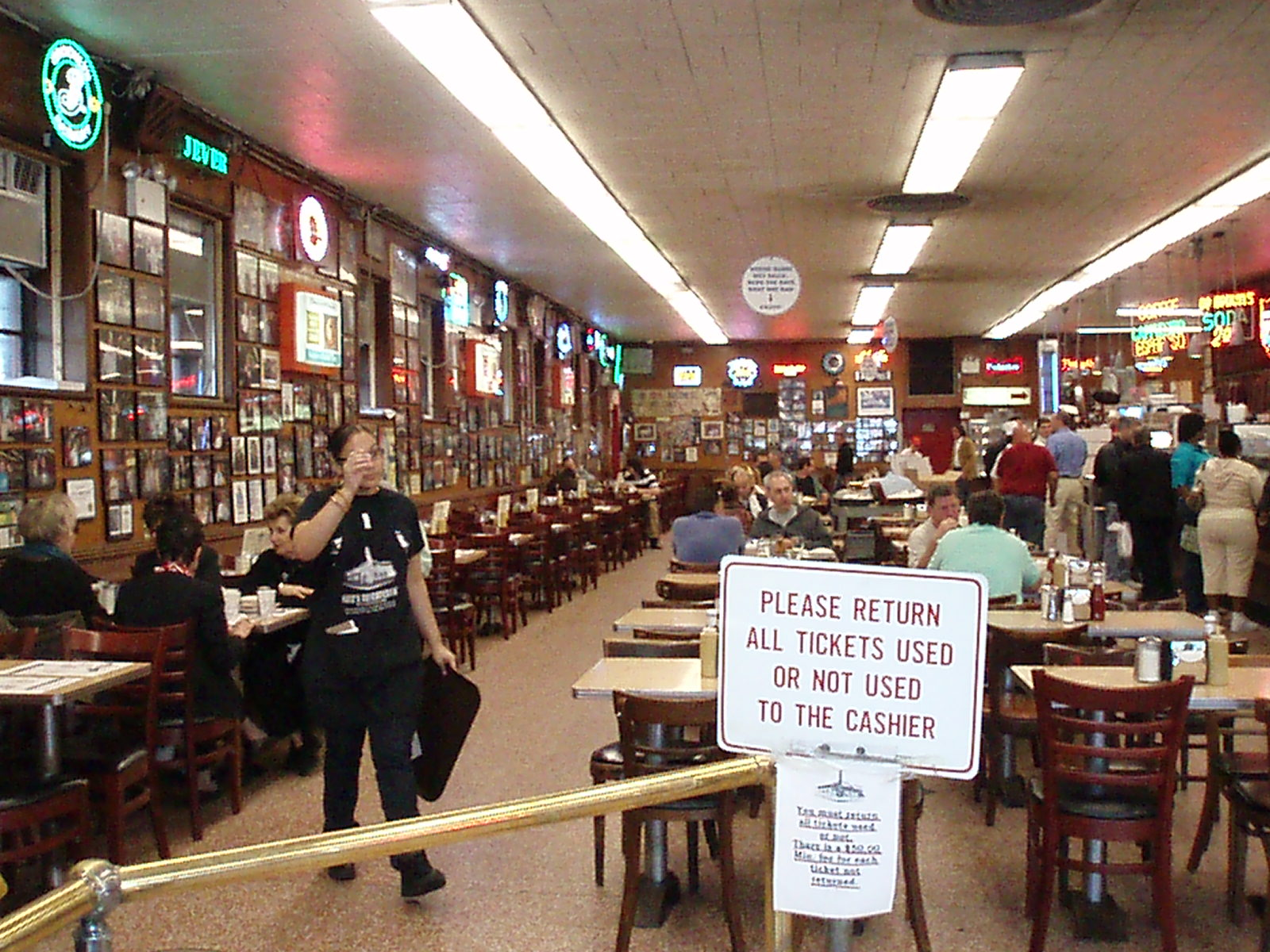
Visão interna do restaurante
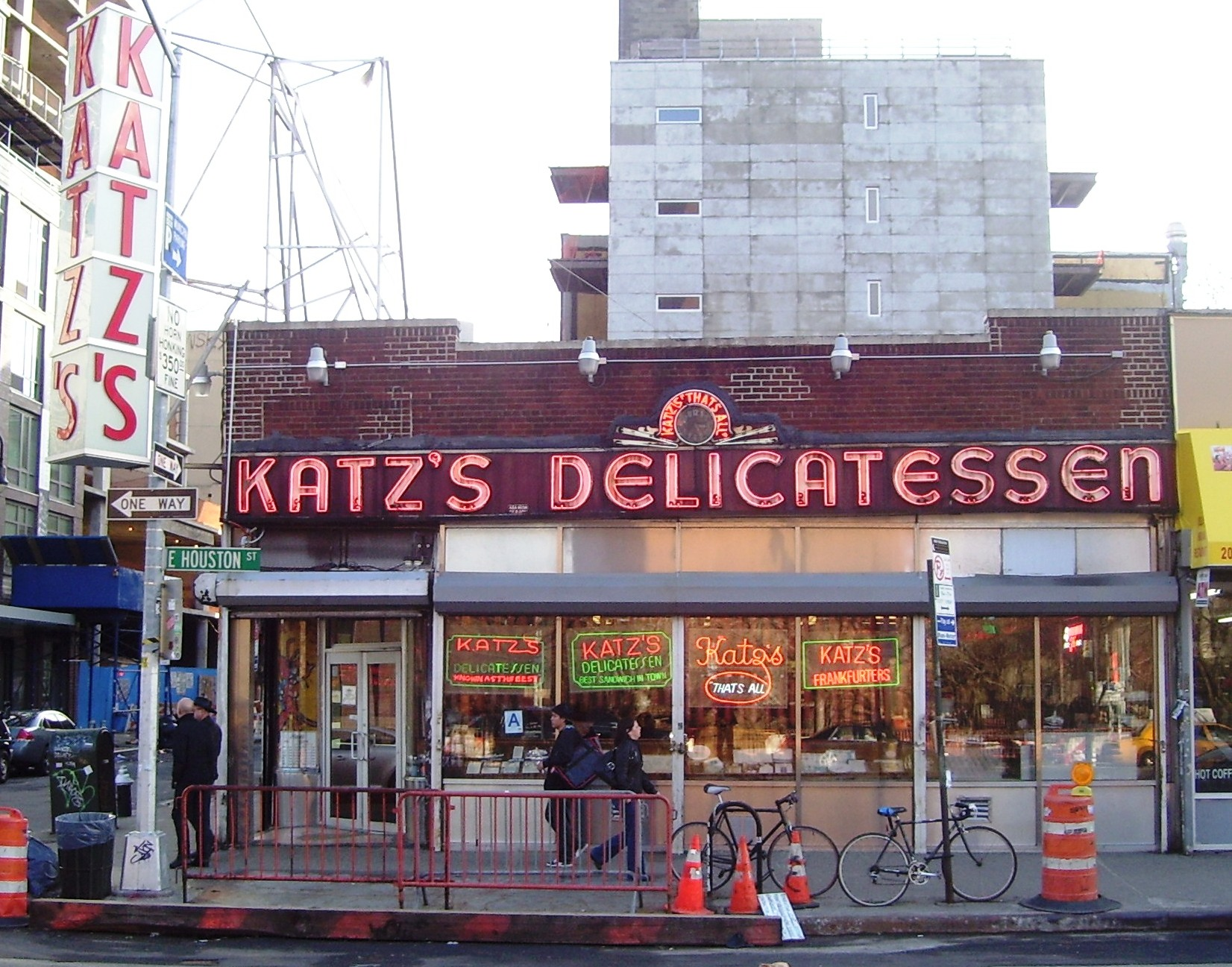
Visão externa do restaurante
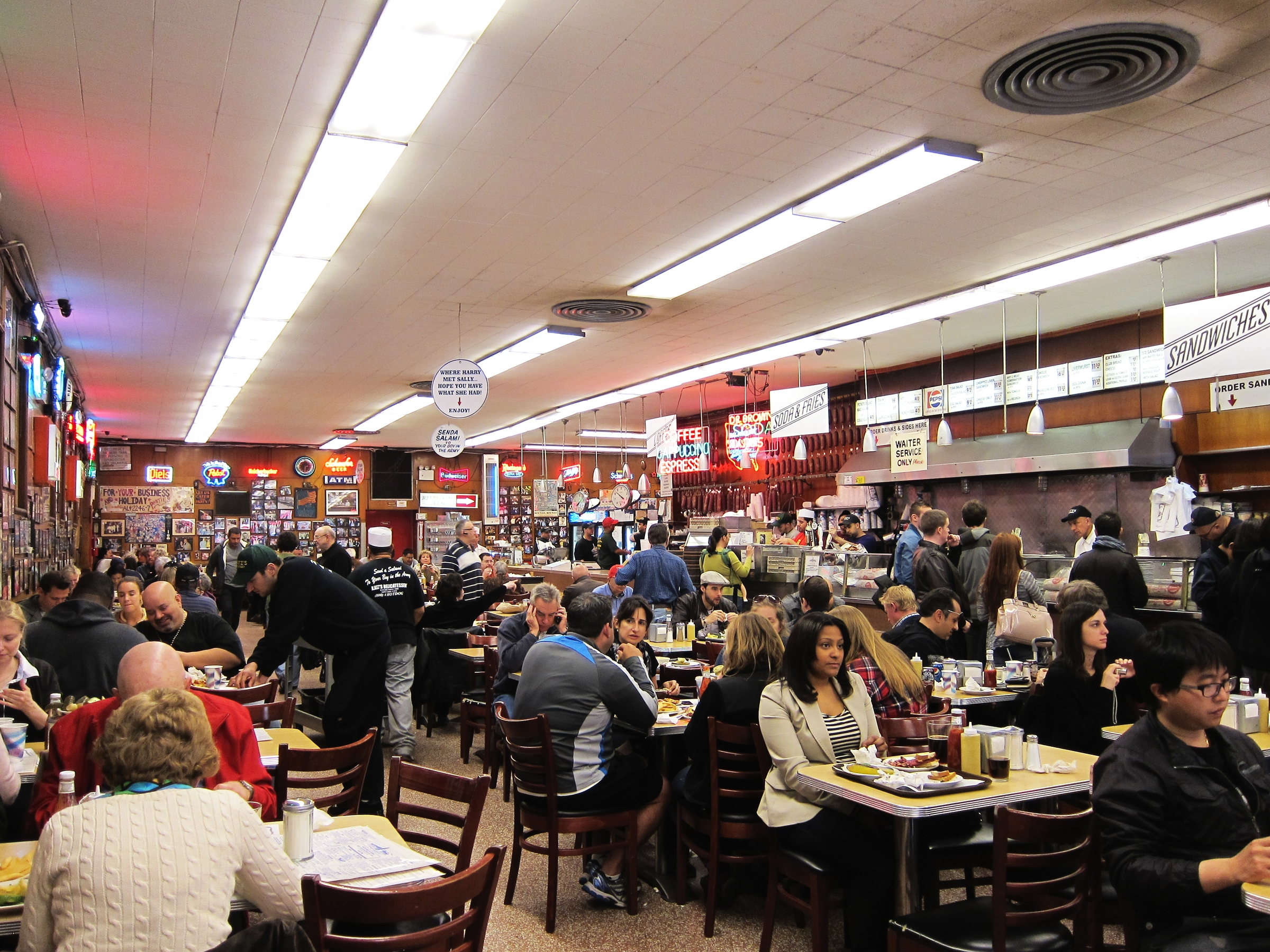
Um dia de movimento intenso
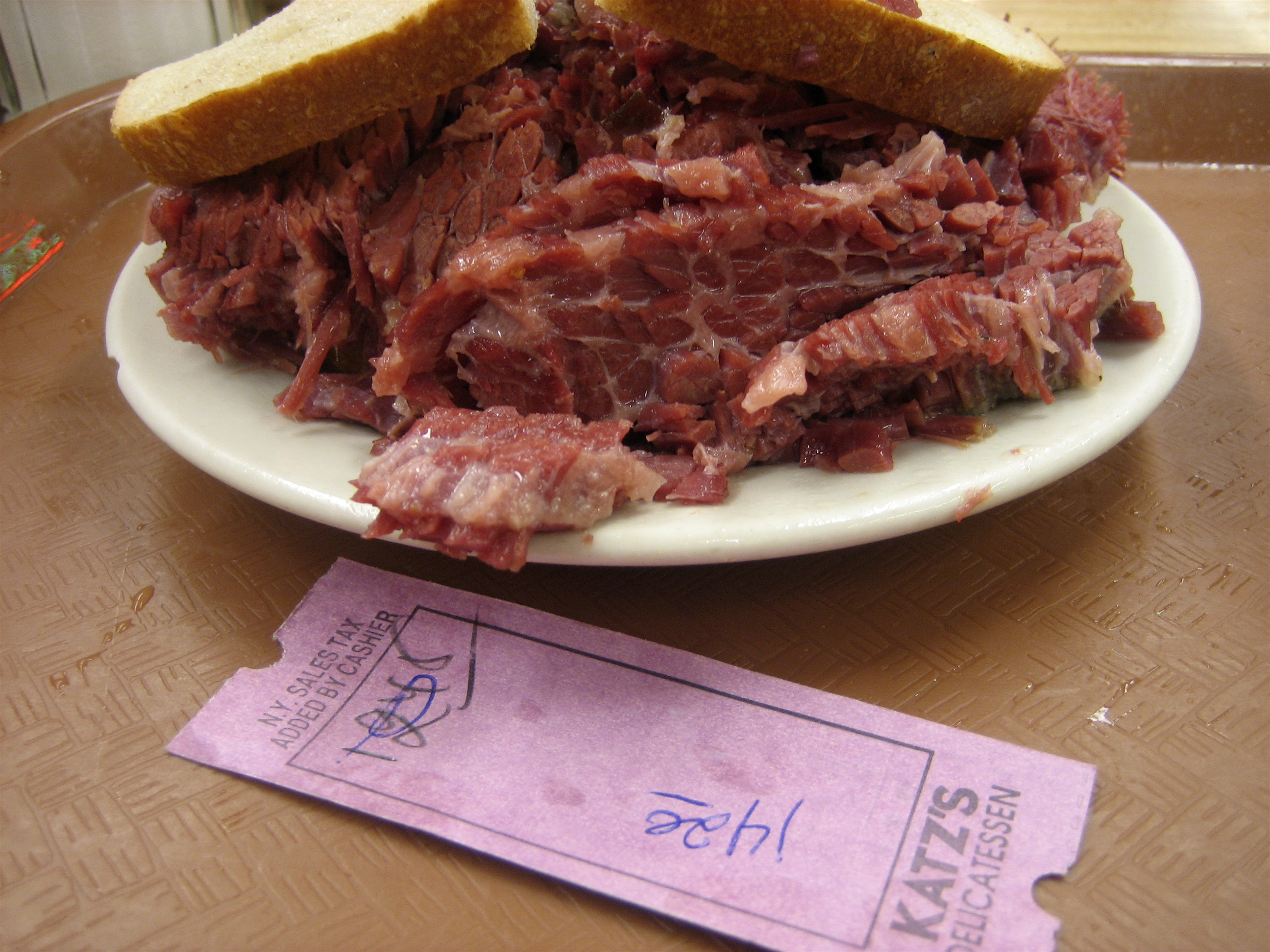
Sanduíche